# Social Blade
 (janvier 2018).
Social Blade est un site internet créé en 2008 par Jason Urgo en tant que hobby pour afficher et suivre les statistiques du site internet Digg.

## Historique
En 2008, Jason Urgo a créé le site web Social Blade en Caroline du Nord (au États-Unis) permettant de suivre les statistiques du site internet Digg.
En 2010, le site ajoute des statistiques détaillées pour les chaînes YouTube et obtenir des statistiques pour Twitch (2013), Instagram (2014), Twitter (2020) et TikTok (2022).
En 2012, Social Blade, le site Web qui fournit des statistiques sur les comptes de réseaux sociaux, est désormais une entreprise à part entière avec une équipe complète.